# Culinária da Austrália

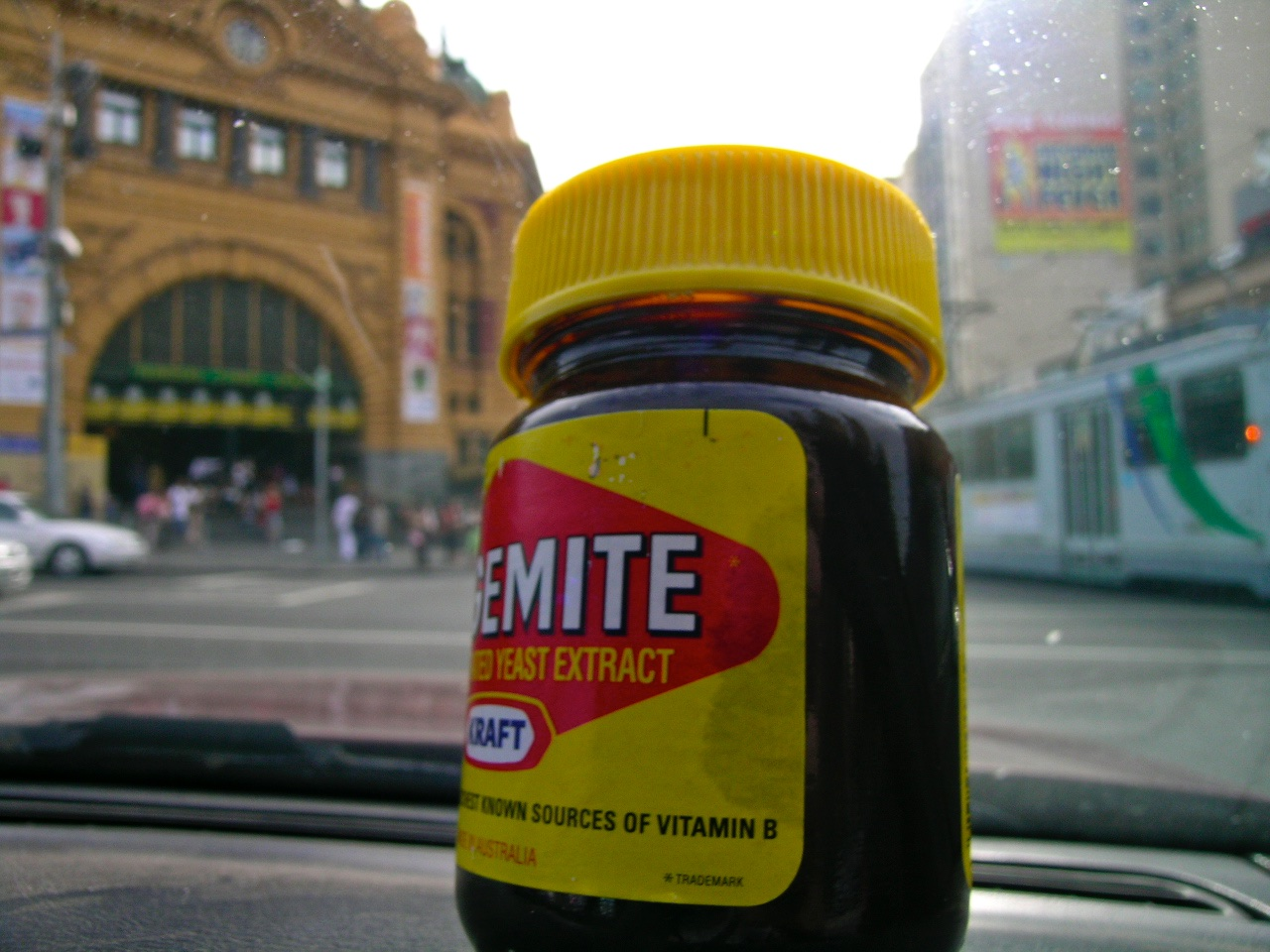
Vegemite.

A culinária da Austrália se refere a culinária da Comunidade da Austrália e as sociedades coloniais e indígenas precedentes. Os cocos australianos tem ocupado o território da Austrália a aproximadamente 40.000 anos durante o qual desenvolveram uma dieta de coleta e caça única conhecida como Bush Tucker, retirada da flora e fauna australiana. De 1788 a 1900, durante o período de colonização britânica, a culinária foi fortemente influenciada pela culinária britânica e irlandesa com produtos como a carne de vaca, ovelha e o trigo se tornando parte da dieta nacional. No pós-guerra o programa de migração levou a uma diversificação da culinário local, particularmente pela influência de imigrantes do Mediterrâneo e Sudeste da Ásia.